# 해충

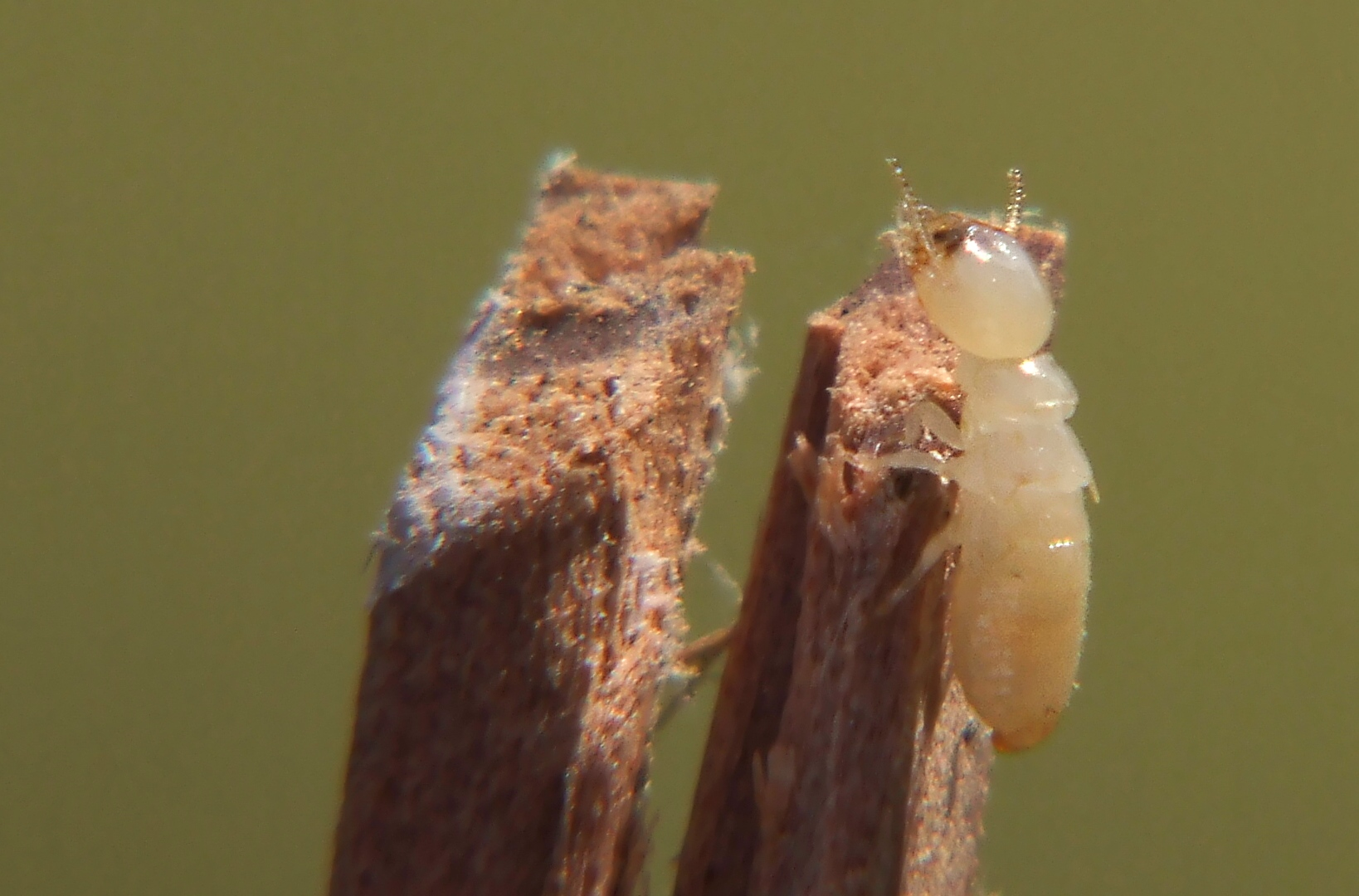

해충(害蟲, pest, vermin)이란 일반적으로 인간의 생활이나 농업 등에 직접 또는 간접으로 해를 주는 곤충을 뜻한다. 크게 위생해충, 농업해충, 산림해충 등으로 구분되며, 일반적으로 원치 않는 경로로 실내에 출몰하는 혐오스러운 생물들(거미, 그리마 등)을 총체적으로 해충으로 가정하기도 한다. 단어 Vermin은 Vermes와 뿌리를 같이한다.

## 분류

### 위생해충
모기, 벼룩, 이, 빈대, 파리, 바퀴벌레, 개미, 독나방, 하늘소붙이, 가뢰처럼 인체에 해를 입히거나 불쾌감을 주고 병을 옮기는 해충을 말한다. 하지만 이 중 가뢰는 약재로 쓰이기도 하고 가뢰나 하늘소붙이의 칸다리딘이 의약품의 재료로 쓰여 익충으로 보기도 한다.

### 농업해충
농작물이나 원예작물, 과수의 줄기, 잎, 뿌리 등의 식물 조직을 갉아먹거나 식물 즙을 빨아먹는 등의 해를 끼치는 해충을 말한다. 진딧물, 좀나방, 배명나방, 거위벌레, 잎벌레, 이십팔점박이무당벌레, 이화명나방, 배추벌레, 호랑나비의 유충(귤나무를 갉아먹는다.), 밤나방의 유충, 선녀벌레, 멸구, 꽃매미, 갈색여치 등이 농업해충에 속한다. 그런데 이중 배추벌레와 호랑나비 애벌레는 유충 시절에는 농업해충이면서도, 성충은 식물의 번식을 돕는 익충이라는 이중성을 갖는다.

### 산림해충
나무를 해치는 해충을 말한다. 송충이, 미국흰불나방의 유충, 매미나방의 유충, 모시나방의 유충, 하늘소의 유충과 성충. 솔나방의 애벌레인 송충이는 소나무의 잎을 갉아먹는 해충으로 현재 조선민주주의인민공화국에서 솔잎혹파리와 함께 임업피해를 주고 있다. 미국흰불나방의 유충은 수입목재를 통해 1950년대 대한민국에 들어온 귀화해충으로 활엽수의 잎을 갉아먹기 때문에 한때 산림지역에 큰 피해를 주었다. 하늘소는 크게 나무껍질을 씹어먹거나 나무속을 파먹으며, 솔수염하늘소처럼 재선충의 숙주역할로 피해를 주기도 한다. 또한 꽃매미나 깍지벌레, 미국선녀벌레 등의 흡즙성 곤충들은 즙을 빨아먹거나 감로를 배설함으로써 1차 피해와 동시에 식물병을 유발하는 2차 피해를 가해 나무를 병들게 한다.

### 퇴치 및 천적
해충을 퇴치하는 방법은 농약을 이용한 방법과 천적을 이용한 방법이 있다. 하지만, 최근에는 해충만 죽일 수 있고, 인체에 해롭지 않은 천적을 이용한 해충 제거가 연구되거나 상품화되고 있다. 실례로 농업진흥청의 농업과학기술원에서는 진딧물의 천적인 무당벌레의 유충과 성충을 사육, 진딧물 제거에 얼마나 효과가 있는지 실험한 바 있다. 하지만 미국의 귤 재배 농민들이 오스트레일리아에서 수입한 베달리아무당벌레로 귤나무의 농업해충인 깍지벌레의 수를 줄인 적이 있어서 이미 19세기부터 천적을 이용한 해충제거가 논의되어왔다고 보는게 정확하다. 그 외 해충 퇴치 방법으로는 수컷을 방사능으로 거세시켜서 번식을 못하게 하는 방법이 있는데, 실제로 미국에서는 말의 피부에 기생하는 말파리의 수컷을 방사능으로 거세시킨 뒤 풀어주어 번식 활동을 못하게 한 적이 있다.

## 같이 보기
- 유해 생물(pest)
- 농약(pesticide)